# Hanan al-Shaykh
Hanan al-Shaykh (en árabe حنان الشيخ Ḥanān al-Shaykh) (Beirut, Líbano, 12 de noviembre de 1945) es una escritora libanesa. Su literatura sigue la trayectoria de otras escritoras árabes contemporáneas como Nawal al-Sa'dawi, que debaten la actuación de la mujer en la estructura social tradicional del Oriente Medio árabe. Su trabajo es influenciado por el control patriarcal que ella misma experimentó, no solo por parte de su padre y hermanos, sino también por el entorno tradicional donde creció. Su obra desafía nociones tradicionales de sexualidad, obediencia, modestia y relaciones familiares. Se ve claramente en libros como La Historia de Zahra, Mujeres de arena y mirra o Esto es Londres. Además de su prolífica obra sobre la condición de la mujer y sobre la crítica social, Hanan al-Shaykh forma parte de un círculo de autores que escriben y hablan sobre la guerra civil libanesa.

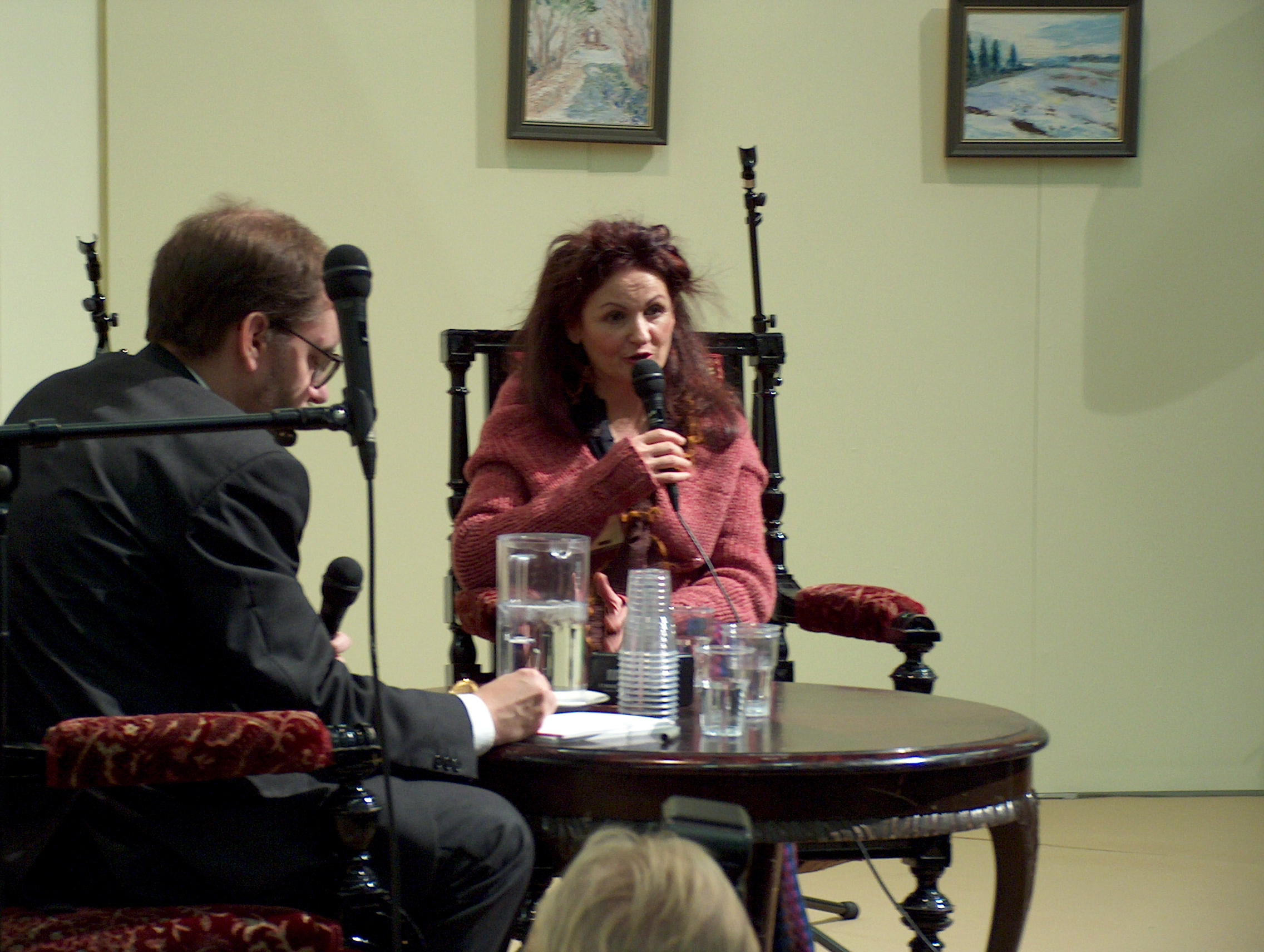
Hanan al-Shaykh

## Biografía
Hanan al-Shaykh nació en una familia chiita y creció en Ras-al Naba, un barrio conservador de Beirut. Cuando era pequeña, su madre abandonó a la familia para empezar una nueva vida con su amante. Hanan al-Shaykh cursó los estudios primarios en una escuela musulmana para chicas, y luego estudió en Ahliyyah School for Girls. Empezó a escribir desde muy joven y a los 16 años ya había publicado algunos artículos en el periódico libanés An Nahar. En 1963 empezó los estudios universitarios en el American College for Girls de El Cairo. Se graduó tres años más tarde y regresó a Beirut donde empezó a trabajar como periodista en el mismo periódico An Nahar, en la televisión y en la revista femenina Al-Hasna. A pesar de la oposición por parte de su padre, se casó con un cristiano. Cuando estalló la guerra civil del Líbano se trasladaron a Arabia Saudí. En 1982 se instalaron en Londres, donde residen actualmente junto a sus dos hijos.
Hanan al-Shaykh es una de las protagonistas del documental Palabra de mujer, dirigido por Silvia G. Ponzoda, que obtuvo el premio del Jurado del Festival de Cine de Mujeres de San Diego en 2006.

## Obra literaria
La literatura de Hanan al-Shaykh, traducida a unos 20 idiomas, cuestiona el sistema patriarcal que impera en algunas sociedades árabes y pone también en evidencia el papel que tiene la mujer en ellas. Trata temas como la sexualidad, las relaciones de opresión y obediencia, el conservadurismo y el peso de la familia. En algunas obras aparece también el tema de la guerra civil libanesa donde se refleja la capacidad humana de sobreponerse a las dificultades.
Hanan al-Shaykh empezó a ser conocida por sus novelas Hikayat Zahrah (La Historia de Zahra) y Misk al-Ghazal (Mujeres de arena y mirra). Además de la desinhibición presente en su obra, el estilo de al-Shaykh destaca por la expresividad de la descripción, los detalles y el uso de la primera persona.
Algunos de sus libros están prohibidos en los países árabes más conservadores y, en otros, son difíciles de obtener debido a la censura que no ha permitido la entrada de las traducciones.
En 1970 se publicó su primera novela, Intihar rajul mayyit (Suicidio de un hombre muerto), en la que el narrador es un hombre de mediana edad obsesionado por una joven. A través de esta historia se presenta una visión crítica de la sociedad patriarcal y las relaciones de poder entre mujeres y hombres.
Su segunda obra Faras al-shaitan (El caballo del diablo, 1971) la escribió cuando vivía en el golfo pérsico y se inspiró en su experiencia personal, incluyendo así la figura religiosa de su padre y su matrimonio.
En 1980, al-Shaykh autopublicó Hiyakat Zahrah (La Historia de Zahra), una de sus principales obras, con la que consiguió el prestigio y reconocimiento internacionales. Esta novela no fue aceptada por ninguna editorial libanesa y se prohibió en la mayoría de los países árabes. En ella, la escritora trata temas como el aborto, el divorcio y la promiscuidad; desafiando así la prevalencia de la estructura patriarcal. La historia está protagonizada por la joven Zahra, una libanesa que intenta sobrevivir en su país, destruido por la guerra civil y sometido a una fuerte opresión social y religiosa.
Aparte de la novela, al-Shaykh también ha escrito cuentos. Dos ejemplos son: Wardat al-sahra: qisas qasirah (1982) y 'The Persian Carpet' in Arabic Short Stories (1983).
Su siguiente novela, escrita ya en Londres, es Misk al-Ghazal (Mujeres de arena y mirra, 1988), que explora la represión sexual impuesta por la sociedad. Lo hace a través de la vida de cuatro mujeres que viven en un país no identificado de Oriente Medio. Dos de ellas son de un país que mantiene el anonimato, la tercera es libanesa y la cuarta americana. Cada una hace frente al orden patriarcal y a las represiones de la sociedad desde una perspectiva diferente. El resultado es un retrato coral expresado en primera persona. Esta novela también despertó recelos porque contiene escenas sexuales protagonizadas únicamente por mujeres.
Escribió dos obras de teatro durante los años 90: Dark Afternoon Tea y Paper Husband.
Barid Bayrut (Beirut Blues, 1992) transcurre durante la guerra civil libanesa. Son diez cartas escritas por Asmahan, una mujer musulmana que se dirige a personas concretas, estén vivas o muertas, y a lugares. En medio de la desolación del conflicto, la correspondencia destaca la resiliencia del ser humano, que surge en condiciones extremas.
En la recopilación de relatos Aknus al-shams an al-sutuh (Barriendo el sol de los tejados, 1994), al-Shaykh ilustra la complejidad del mundo árabe contemporáneo y retoma el tema de la condición de la mujer.
En Innaha Lundun, ya azizi (Esto es Londres, 2000) al-Shaykh utiliza un tono más cómico. Se centra en unos personajes musulmanes que viven en Europa pero que se encuentran entre dos mundos, el nuevo país de acogida y su propio país de origen. Es la historia de una prostituta marroquí, de un libanés homosexual y de Lamis, una iraquí divorciada que mantiene una relación con un inglés.
Hikayati charh yatul (The locust and the bird, My mother’s story, 2005) cuenta la historia de su madre, que dejó un matrimonio infeliz para vivir con su amante.
En One Thousand and One Nights: A New Re-Imagining (2011), al-Shaykh presenta, en inglés, una selección personal de diecinueve relatos del clásico Las mil y una noches.

## Premios
En 1992 Misk al-Ghazal (Mujeres de arena y mirra) fue considerado uno de los 50 mejores libros por Publishers Weekly. En 1995 Barid Bayrut (Beirut Blues) fue elegida en Estados Unidos como una de las 50 novelas más importantes. Innaha Lundun, ya azizi (Esto es Londres) fue preseleccionada para el Independent Foreign Fiction Prize en 2002.
Poco después de traducirse al francés, Hikayat Zahrah (La historia de Zahra) fue galardonada con un premio de la revista Elle en 2005. Hikayati charh yatul (The locust and the bird, My mother’s story) fue premiada con el Prix du Roman Arabe en 2011 concedido por el Consejo de Embajadores Árabes en Francia.

### Obras publicadas en castellano y en inglés
1980: حكاية زهرة (La historia de Zahra, Ediciones del Bronce, 1999)
1988: مسك الغزال (Mujeres de arena y mirra, Ediciones del Bronce, 1996)
1992: بريد بيروت (Beirut Blues, Ed.Vintage, 1996)
1994: أكنس الشمس عن السطوح (Barriendo el sol de los tejados, Ediciones del Bronce, 2001)
2000: إنها لندن يا عزيزي (Esto es Londres, Ediciones del Bronce, 2002)
2005: حكايتي شرحٌ يطول (The locust and the bird: my mother's story, Ed.Bloomsbury Publishing, 2009)
2011: One Thousand and One Nights: A New Re-Imagining (Ed.Bloomsbury Publishing, 2011)

### Obras publicadas en árabe
1970: انتحار رجل ميت (El suicidio de un hombre muerto)
1971: فرس الشيطان (El caballo del diablo)
2003: امرأتان على شاطئ البحر (Dos mujeres en la playa)